# Agersø (eiland)
Agersø is een klein Deens eiland in de Grote Belt. Het behoort tot de gemeente Slagelse.
Ten zuidoosten van het eiland ligt de Smålandsfarvandet en de zeestraat tussen Agersø en Seeland heet Agersø Sund.
Het eiland ligt ca. 17 km ten zuidwesten van Skælskør op het eiland Seeland. Agersø is ongeveer 6,84 km² groot en heeft 233 inwoners (2008). Het grootste gedeelte hiervan woont in de gelijknamige plaats op het eiland. Het eiland is per veerboot bereikbaar vanaf het schiereiland Stigsnæs (Seeland).